# Thủy điện Sơn Trà
Thủy điện Sơn Trà là nhóm thủy điện xây dựng trên dòng sông Xà Lò tại vùng đất xã Sơn Lập huyện Sơn Tây và xã Sơn Kỳ huyện Sơn Hà tỉnh Quảng Ngãi, Việt Nam.
Năm 2019 nhóm gồm 2 nhà máy là Thủy điện Sơn Trà 1A và Thủy điện Sơn Trà 1B, mỗi nhà máy có công suất lắp máy 30 MW.
Tổng 2 nhà máy có công suất lắp máy 60 MW, sản lượng điện bình quân hàng năm gần 220 triệu kWh. Thủy điện được khởi công tháng 1/2015, hoàn thành tháng 01/2019 .

## Sông Xà Lò
Sông Xà Lò là phụ lưu cấp 1 bên bờ phải sông Trà Khúc, chảy ở các huyện Sơn Tây và Sơn Hà tỉnh Quảng Ngãi .
Các văn liệu thủy điện ghi tên sông là sông Đăk Sê Lô. Các bản đồ địa hình ghi tên là Đăk Xà Lô . Google Maps và bản "Danh mục địa danh dân cư phục vụ lập bản đồ" ghi tên là sông Xà Lò .
Trong quá trình xây dựng thủy điện Sơn Trà đã có tranh chấp với quyền lợi của người dân địa phương .